# Naturwaldreservat Zwerchstück
Das Naturschutzgebiet Naturwaldreservat Zwerchstück ist ein Naturschutzgebiet und Naturwaldreservat in gemeindefreiem Gebiet in der Nähe von Michelau im Steigerwald im Landkreis Schweinfurt. Aufgrund der Widmung als Naturwaldreservat ist in diesem Gebiet jede forstwirtschaftliche Nutzung des Waldbestandes untersagt. Das Gebiet wird in Bayern als „Naturwaldreservat 152“ geführt.

## Geschichte
Das Schutzgebiet wurde von der Behörde im Januar 1998 unter Schutz gestellt.

## Geografie und Geologie
Des Naturwaldreservat liegt geologisch am Übergang von der Fränkischen Platte zum Steigerwald  auf einem mäßig frischen, stellenweise mäßig trockenem Plateau aus Lettenkeuper, welches im Norden und Süden von grundfrischen Senken begrenzt wird. Das Schutzgebiet liegt innerhalb des für einen zukünftigen Nationalpark Steigerwald diskutierten Gebietes.

## Flora und Fauna
Das Naturwaldreservat ist ein typischer, kaum von Menschen geprägter Eichen- und Hainbuchen-Wald mit Beimischung von Elsbeere, Feldahorn und Speierling. An den im Norden, Osten und Süden des Gebiets dominierenden steilen Grabeneinhängen sind Buche, Bergahorn und Esche zu finden.